# 살미 (부재)

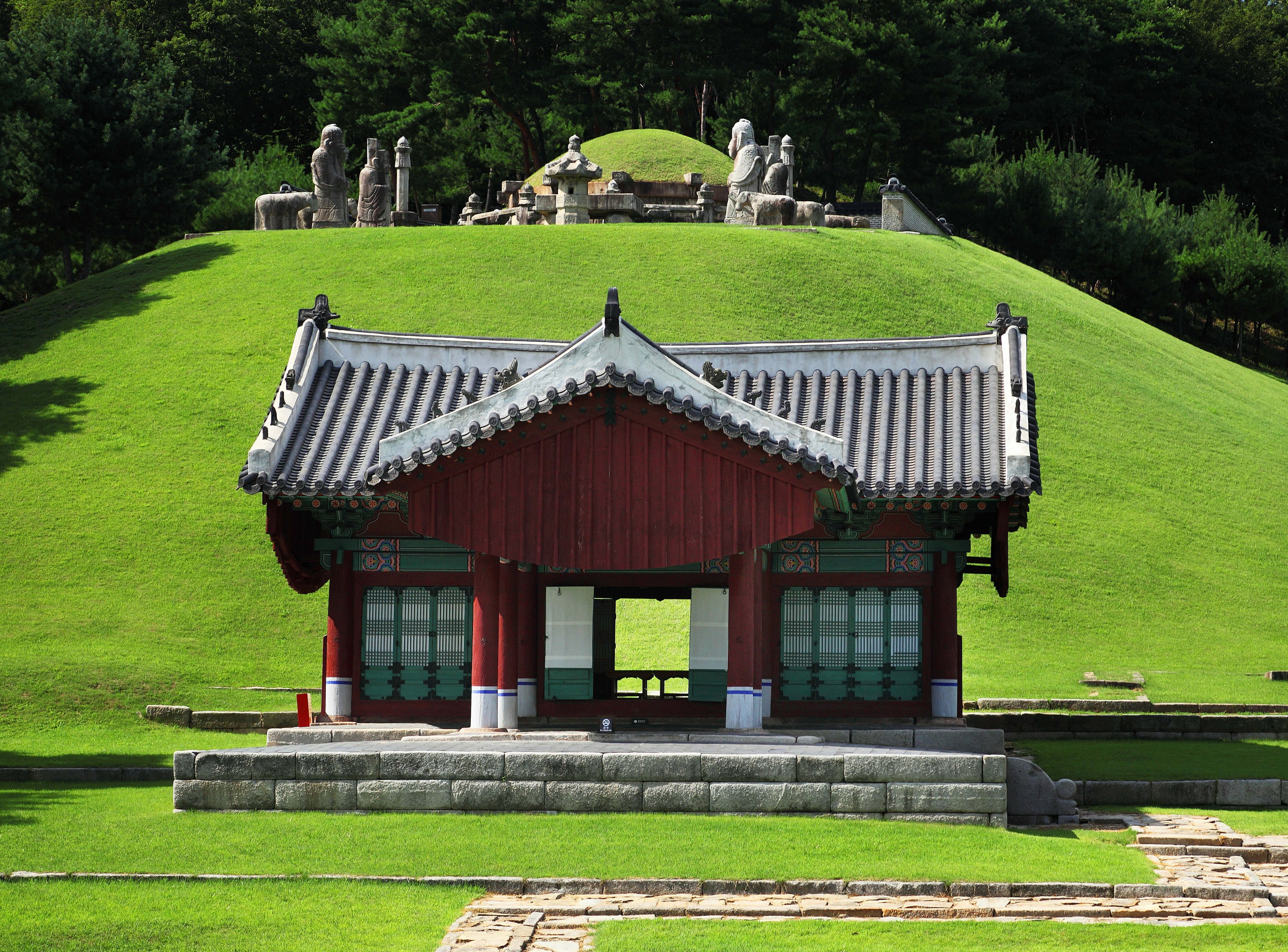
구리 동구릉 목릉 정자각

살미(乷尾, 山彌)는 공포를 구성하는 부재 중 주두 위에 보 방향으로 중첩 설치한 장방형 단면의 긴 부재이다.

## 역사
살미는 조선시대의 영건의궤(營建儀軌)에 '沙乙尾' 또는 '山彌'라고 표기되어 있다. 적어도 삼국시대부터 사용되기 시작하였으며, 이후 시대에 따라 다양한 형태로 변화하였다. 삼국시대에서 남북국시대까지 살미는 첨차와 함께 그 끝을 직절(直切)하고 직절한 아래 부분을 곡선으로 깎아 만든 ‘교두(翹頭)형’이 일반적이었다.
고려시대, 살미의 형태에 변화가 일어나기 시작, 조선시대는 다양한 모습으로 나타난다.

## 특징
살미는 첨차와 직각으로 반턱맞춤으로 결구된다. 구리 동구릉 목릉 정자각은 1630년(인조 8) 이건시의 모습을 그대로 유지하고 있는 건물로, 조선왕릉 정자각 가운데 유일한 다포형식의 건물이다. 살미(山彌)의 형태나 구조가 장식화 되기 이전의 상황을 반영하고 있어 역사적, 학술적, 예술적으로 가치가 크다.